# Codice di procedura civile (Italia)
Il codice di procedura civile è un corpo organico di norme strumentali a quelle di diritto civile in Italia; è talvolta chiamato codice Grandi o codice Grandi-Calamandrei dai nomi dell'allora guardasigilli e proponente Dino Grandi, e del giurista Piero Calamandrei.
Con “strumentale” è da intendersi quella norma che è posta dall'ordinamento a garanzia, attraverso particolari meccanismi (detti processi), della norma sostanziale.

## Storia
Il codice di procedura civile italiano è stato approvato con il Regio decreto 28 ottobre 1940, n. 1443, in materia di "Codice di procedura civile" e pubblicato nella Gazzetta Ufficiale del Regno d'Italia n. 253 del 28 ottobre 1940.
Peculiare fu la prolungata Vacatio legis: il testo entrò ufficialmente in vigore il 21 aprile 1942 (anche se è accertato che il decreto n. 1443/40 e la Gazzetta Ufficiale furono antidatati), in modo da garantire il coordinamento con nuovo codice civile e la nuova legge fallimentare entrati in vigore nella stessa data.
Il testo del '42 fu il frutto del lavoro di una commissione ministeriale affiancata da un comitato più ristretto presieduto dal ministro della Giustizia Dino Grandi e composto da Piero Calamandrei, Francesco Carnelutti, Enrico Redenti, dai magistrati Leopoldo Conforti (estensore dell'articolato), Antonio Azara e Giuseppe Lampis, dal capo di gabinetto del ministro Dino Mandrioli, padre del processualista Crisanto, dal capo dell'ufficio legislativo Gaetano Azzariti da due segretari, Andrea Lugo e Mario Berri. Una seconda commissione, presieduta da Andrea Ferrara e formata esclusivamente da funzionari e magistrati, redasse le disposizioni di attuazione. Il codice costituì il punto d'approdo di una serie di progetti che percorse l'arco di un ventennio (a partire dai tentativi infruttuosi di Giuseppe Chiovenda nel 1919, di Ludovico Mortara nel 1923, degli stessi Francesco Carnelutti nel 1926 ed Enrico Redenti nel 1934, del guardasigilli Arrigo Solmi nel 1937 ("progetto preliminare") e 1939 ("progetto definitivo") che si avvalse di una commissione della quale facevano parte lo stesso Redenti e, con un ruolo secondario, Vezio Crisafulli all'epoca magistrato di tribunale.

## Riforme
Le maggiori novelle che hanno interessato il Codice di procedura civile (approvato con il R.D. 28 ottobre 1940, n. 1443) possono essere così elencate:
- R.D. 18 dicembre 1941, n. 1368, disposizioni per l'attuazione del Codice di procedura civile e disposizioni transitorie
- R.D. 20 aprile 1942, n. 504, norme per il coordinamento del codice di procedura civile
- D.Lgs. 10 dicembre 1947, n. 1548, Modificazione dell'art. 545 del Codice di procedura civile circa il pignoramento di stipendi, salari e altre indennità dovuti per rapporti di lavoro
- D.Lgs. 9 aprile 1948, n. 438, modificazioni e  aggiunte al Codice di procedura civile (entrato in vigore a seguito di reiterate sospensioni stabilite con Legge 29 dicembre 1948, n. 1470, Legge 31 marzo 1949, n. 92 e Legge 5 luglio 1949, n. 341)
- Legge  14 luglio 1950, n. 581 e D.P.R. 17 ottobre 1950, n. 857, noti come la “novella del 1950”
- Legge 30 luglio 1950, n. 534, modificazione dell'articolo 72 del Codice di procedura civile
- D.L. 5 maggio 1948, n. 483, convertito con Legge 14 luglio 1950, n. 581, Modificazioni ed aggiunte al Codice di procedura civile (cosiddetta novella del 1950)
- D.P.R. 17 ottobre 1950, n. 857, Disposizioni di coordinamento e di attuazione della legge 14 luglio 1950, n. 581, che ratifica il decreto legislativo 5 maggio 1948, n. 483
- Legge 23 maggio 1951, n. 400, Modificazione del secondo comma dell'articolo 677 del Codice di procedura civile
- Legge 25 luglio 1966, n. 571, Aumento dei limiti di valore della competenza dei pretori e dei conciliatori e del limite di inappellabilità delle sentenze dei conciliatori
- Legge 8 maggio 1971, n. 302, Modifica dell'articolo 514 del codice di procedura civile in tema di cose mobili assolutamente impignorabili
- Legge 11 agosto 1973, n. 533, Disciplina delle controversie individuali di lavoro e delle controversie in materia di previdenza
- Legge 22 dicembre 1973, n. 841, Proroga dei contratti di locazione e di sublocazione degli immobili urbani e degli immobili destinati ad uso di albergo, pensione e locanda
- Legge 10 maggio 1976, n. 358, Modifiche agli articoli 495, 641 e 653 del codice di procedura civile relative alla conversione del pignoramento ed al decreto di ingiunzione
- Legge 8 agosto 1977, n. 532, Provvedimenti urgenti in materia processuale e di ordinamento giudiziario
- Legge 18 ottobre 1977, n. 793, Abolizione del deposito per soccombenza nel processo civile
- Legge 7 febbraio 1979, n. 59, Modificazioni ai servizi di cancelleria in materia di spese processuali civili
- Legge 6 febbraio 1981, n. 42, Ratifica ed esecuzione della convenzione relativa alla notifica all'estero di atti giudiziari ed extragiudiziari in materia civile o commerciale, adottata a L'Aja il 15 novembre 1965
- Legge 9 febbraio 1983, n. 28, Modificazioni alla disciplina dell'arbitrato
- Legge 30 luglio 1984, n. 399, Aumento dei limiti di competenza del conciliatore e del pretore
- Legge 4 giugno 1985, n. 281, Disposizioni sull'ordinamento della Commissione nazionale per le società e la borsa
- D.P.R. 9 dicembre 1987, n. 497, Abrogazione, a seguito di referendum popolare, degli articoli 55, 56 e 74 del codice di procedura civile
- Legge 13 aprile 1988, n. 117, Risarcimento dei danni cagionati nell'esercizio delle funzioni giudiziarie e responsabilità civile dei magistrati
- Legge 29 luglio 1988, n. 331, Modifica dell'articolo 710 del codice di procedura civile in materia di modificabilità dei provvedimenti del tribunale nei casi di separazione personale dei coniugi
- Legge 26 novembre 1990, n. 353 (cosiddetta novella del 1990), Provvedimenti urgenti per il processo civile
- D.L. 13 maggio 1991, n. 152, Provvedimenti urgenti in tema di lotta alla criminalità organizzata
- Legge 21 novembre 1991, n. 374, Istituzione del Giudice di Pace, (Governo Andreotti VII)
- Legge 4 dicembre 1992, n. 477, Disposizioni sull'efficacia di norme della legge 21 novembre 1991, n. 374
- Legge 5 gennaio 1994, n. 25, Nuove disposizioni in materia di arbitrato e disciplina dell'arbitrato internazionale
- D.L. 7 ottobre 1994, n. 571, convertito con Legge 6 dicembre 1994, n. 673, Modificazioni delle leggi 21 novembre 1991, n. 374, istitutiva del giudice di pace, e 26 novembre 1990, n. 353, concernente provvedimenti urgenti per il processo civile
- Legge 31 maggio 1995, n. 218, Riforma del diritto internazionale privato
- D.L. 18 ottobre 1995, n. 432, convertito con Legge 20 dicembre 1995, n. 534, Interventi urgenti sul processo civile e sulla disciplina transitoria della legge 26 novembre 1990, n. 353, relativa al medesimo processo
- D.L. 23 ottobre 1996, n. 542, convertito con Legge 23 dicembre 1996, n. 649, Differimento di termini previsti da disposizioni legislative in materia di interventi in campo economico e sociale
- Legge 27 maggio 1997, n. 141, Modifica del terzo comma dell'articolo 83 del codice di procedura civile
- Legge 22 luglio 1997, n. 276, Disposizioni per la definizione del contenzioso civile pendente: nomina di giudici onorari aggregati e istituzione delle sezioni stralcio nei tribunali ordinari
- D.Lgs. 19 febbraio 1998, n. 51, Istituzione del giudice unico di primo grado
- D.Lgs. 31 marzo 1998, n. 80, Nuove disposizioni in materia di organizzazione e di rapporti di lavoro nelle amministrazioni pubbliche, di giurisdizione nelle controversie di lavoro e di giurisdizione amministrativa
- Legge 16 giugno 1998, n. 188, Proroga del termine di efficacia del decreto legislativo 19 febbraio 1998, n. 51, recante norme in materia di istituzione del giudice unico di primo grado
- Legge 3 agosto 1998, n. 302, Norme in tema di espropriazione forzata e di atti affidabili ai notai
- D.L. 21 settembre 1998, n. 328, convertito con Legge 19 novembre 1998, n. 399, Modifiche dei requisiti per la nomina dei giudici onorari aggregati da destinare alle sezioni stralcio
- D.L. 14 marzo 2005, n. 35, convertito con Legge 14 maggio 2005, n. 80, disposizioni urgenti nell'ambito del Piano di azione per lo sviluppo economico, sociale e territoriale,
- Legge 28 dicembre 2005, n. 263, Interventi correttivi alle modifiche in materia processuale civile
- D.Lgs. 2 febbraio 2006, n. 40, Modifiche al codice di procedura civile in materia di processo di cassazione in funzione nomofilattica e di arbitrato (in attuazione della Legge 14 maggio 2005, n. 80)
- Legge 24 febbraio 2006, n. 52, Riforma delle esecuzioni mobiliari
- D.L. 25 giugno 2008, n. 112, convertito con Legge 6 agosto 2008, n. 133, disposizioni urgenti per lo sviluppo economico, la semplificazione, la competitività, la stabilizzazione della finanza pubblica e la perequazione tributaria
- Legge 18 giugno 2009, n. 69, Disposizioni per lo sviluppo economico, la semplificazione, la competitività nonché in materia di processo civile
- D.L. 22 giugno 2012, n. 83, convertito con Legge 7 agosto 2012, n. 134, Misure urgenti per la crescita del Paese
- D.L. 18 ottobre 2012, n. 179, convertito Legge 17 dicembre 2012, n. 221, Ulteriori misure urgenti per la crescita del Paese
- D.L. 21 giugno 2013, n. 69, convertito con Legge 9 agosto 2013, n. 98, Disposizioni urgenti per il rilancio dell'economia
- D.L. 24 giugno 2014, n. 90, convertito con Legge 11 agosto 2014, n. 114, Misure urgenti per la semplificazione e la trasparenza amministrativa e per l'efficienza degli uffici giudiziari
- D.L. 12 settembre 2014, n. 132, convertito con Legge 10 novembre 2014, n. 162,  Misure urgenti di degiurisdizionalizzazione ed altri interventi per la definizione dell'arretrato in materia di processo civile
- D.L. 27 giugno 2015, n. 83, Misure urgenti in materia fallimentare, civile e processuale civile e di organizzazione e funzionamento dell'amministrazione giudiziaria
- D.L. 31 agosto 2016, n. 168, convertito con Legge 25 ottobre 2016, n. 197, Misure urgenti per la definizione del contenzioso presso la Corte di cassazione, per l'efficienza degli uffici giudiziari, nonché per la giustizia amministrativa

Pur senza costituire vere e proprie "novelle" al Codice di procedura civile, alcuni interventi di minore portata sono stati inoltre apportati dalle seguenti disposizioni:
- Legge 7 aprile 2003, n. 63 (conversione del D.L. 8 febbraio 2003, n. 18), giudizio necessario secondo equità
- Legge 24 dicembre 2007, n. 244 (Legge Finanziaria 2008)
- D.Lgs. 4 marzo 2010, n. 28, in materia di mediazione finalizzata alla conciliazione delle controversie civili e commerciali

Inoltre, hanno inciso sul testo del Codice di procedura civile disposizioni contenute in provvedimenti di riforma in altre materie:
- Depenalizzazione (Legge 24 novembre 1981, n. 689)
- Responsabilità civile dei magistrati (Legge 13 aprile 1988, n. 117) (in precedenza, a seguito del referendum del 1987, il D.P.R. 9 dicembre 1987, n. 497 aveva abrogato taluni articoli)
- Diritto internazionale privato (Legge 31 maggio 1995, n. 218)
- Disposizioni per i procedimenti riguardanti i magistrati (Legge 2 dicembre 1998, n. 420)
- Spese di giustizia (D.P.R. 30 maggio 2002, n. 115)
- Tutela dei dati personali (D.Lgs. 30 giugno 2003, n. 196)
- Istituzione dell'amministrazione di sostegno (Legge 9 gennaio 2004, n. 6)
- Disposizioni per la tutela del risparmio e la disciplina dei mercati finanziari (Legge 28 dicembre 2005, n. 262)

## Struttura
Il codice è organizzato in quattro libri:
| Libro primo     | Disposizioni generali                                                                                          |
| --------------- | --- |
| Titolo I        | Degli organi giudiziari (Artt. 1–68)                                                                           |
| Titolo II       | Del pubblico ministero (Artt. 69–74)                                                                           |
| Titolo III      | Delle parti e dei difensori (Artt. 75–98)                                                                      |
| Titolo IV       | Dell'esercizio dell'azione (Artt. 99–111)                                                                      |
| Titolo V        | Dei poteri del giudice (Artt. 112–120)                                                                         |
| Titolo VI       | Degli atti processuali (Artt. 121–162)                                                                         |
|                 | |
| Libro secondo   | Del processo di cognizione                                                                                     |
| Titolo I        | Del procedimento davanti al tribunale (Artt. 163–310)                                                          |
| Titolo II       | Del procedimento davanti al giudice di pace (Artt. 311–322)                                                    |
| Titolo III      | Delle impugnazioni (Artt. 323–408)                                                                             |
| Titolo IV       | Norme per le controversie in materia di lavoro (Artt. 409–473)                                                 |
| Titolo IV-bis   | Norme per il procedimento in materia di persone, minorenni e famiglie (Artt. 473-bis—473-ter)                  |
|                 | |
| Libro terzo     | Del processo di esecuzione                                                                                     |
| Titolo I        | Del titolo esecutivo e del precetto (Artt. 474–482)                                                            |
| Titolo II       | Dell'espropriazione forzata (Artt. 483–604)                                                                    |
| Titolo III      | Dell'espropriazione per consegna o rilascio (Artt. 605–611)                                                    |
| Titolo IV       | Dell'esecuzione forzata di obblighi di fare e di non fare (Artt. 612–614)                                      |
| Titolo IV-bis   | Delle misure di coercizione indiretta (Art. 614-bis)                                                           |
| Titolo V        | Delle opposizioni (Artt. 615–622)                                                                              |
| Titolo VI       | Della sospensione e dell'estinzione del processo (Artt. 623–632)                                               |
|                 | |
| Libro quarto    | Dei procedimenti speciali                                                                                      |
| Titolo I        | Dei procedimenti sommari (Artt. 633–705)                                                                       |
| Titolo II       | Dei procedimenti in camera di consiglio (Artt. 706–742-bis)                                                    |
| Titolo III      | Della copia e della collazione di atti pubblici (Artt. 743–746)                                                |
| Titolo IV       | Dei procedimenti relativi all'apertura delle successioni (Artt. 747–783)                                       |
| Titolo V        | Dello scioglimento di comunioni (Artt. 784–791)                                                                |
| Titolo VI       | Del procedimento di liberazione degli immobili dalle ipoteche (Artt. 792–795)                                  |
| Titolo VII      | Dell'efficacia delle sentenze straniere e della esecuzione di altri atti di autorità straniere (Artt. 796–805) |
| Titolo VIII     | Dell'arbitrato (Artt. 806–840)                                                                                 |
| Titolo VIII-bis | Dei procedimenti collettivi (Artt. 840-bis–840-sexiesdecies)                                                   |